# Tyrol (delstat)
 Der er flere lokaliteter med dette navn, se Tyrol (flertydig).
Tyrol er en af Østrigs 9 delstater og er den delstat, der er mest præget af Alperne og samtidig den tyndest befolkede. Delstaten udgør den østrigske del af alpelandskabet Tyrol. Delstaten grænser til Tyskland (Bayern), Schweiz, Italien samt delstaterne Vorarlberg, Salzburg og Kärnten. Tyrol består af to geografisk adskilte områder, Nord-Tyrol og Øst-Tyrol. Sydtyrol er en italiensk, autonom region.
Delstatsvåbenet er en rød ørn i et sølvskjold med en gylden krone og en grøn krans over hovedet.

## Geografi
Nord-Tyrols største dal er Inndalen, som strækker sig fra vest til øst. Nord for Inn ligger de nordlige kalkalper med bjerggrupper som Lechtal Alperne, Wetterstein og Karwendel. Syd for Inn ligger Centralalperne med bl.a. Ötztal Alperne, Stubai Alperne og Zillertal Alperne. Her ligger også de største sidedale, som strækker sig til Alpernes hovedkam: Kauner-, Pitz-, Ötz-, Wipp- og Zillertal.
Hovedstaden Innsbruck ligger centralt i Inndalen og deler Nord-Tyrol i Tiroler Oberland (vest for Innsbruck) og Tiroler Unterland (øst for Innsbruck). Helt i vest, ved overgangen til Vorarlberg, ligger desuden bjerggrupperne Verwall og Silvretta. Helt i øst, ved overgangen til Salzburg, Kaisergebirge og Kitzbühel Alperne.
Tyrols og Østrigs højeste bjerg er den 3.797 m høje Großglockner i bjerggruppen Hohe Tauern i Øst-Tyrol ved grænsen til Kärnten. Øst-Tyrol er ellers gennemtrukket af Isel- og Draudalene og har andel bl.a. i de Karniske Alper.

## Turisme
Turisme er en vigtig økonomisk sektor i Tyrol.
Således udgør dette område i gennemsnit 18% af bruttoregionalproduktet i Tyrol.
Desuden er 71.000 beskæftigede i den tyrolske turisme. I turiståret 2012/2013 besøgte
10.203.166 turister Tyrol. Omkring halvdelen af turisterne kom fra Tyskland
(51%). Derudover besøgte talrige turister fra Holland (10,4%), Østrig (8,6%),
Schweiz (5,7%) Storbritannien (3,7%) og Belgien (3,4%) også Tyrol. 407.776
besøgende kom fra Danmark (1,6%). Vintersæsonen er større end sommersæsonen.
Dette ses tydeligt i fordelingen af overnatninger i 2012/13, hvor 58% af
overnatningerne var i  vintersæsonen og
42% i sommersæsonen.